# Хамболт (Минесота)
Хамболт (енгл. Humboldt) град је у америчкој савезној држави Минесота.

## Демографија
По попису из 2010. године број становника је 45, што је 16 (-26,2%) становника мање него 2000. године.
| Група             | 2000.       | 2010.      |
| Белци             | 61 (100,0%) | 39 (86,7%) |
| Афроамериканци    | 0 (0,0%)    | 0 (0,0%)   |
| Азијати           | 0 (0,0%)    | 0 (0,0%)   |
| Хиспаноамериканци | 0 (0,0%)    | 6 (13,3%)  |
| Укупно            | 61          | 45         |